# 核桃仁

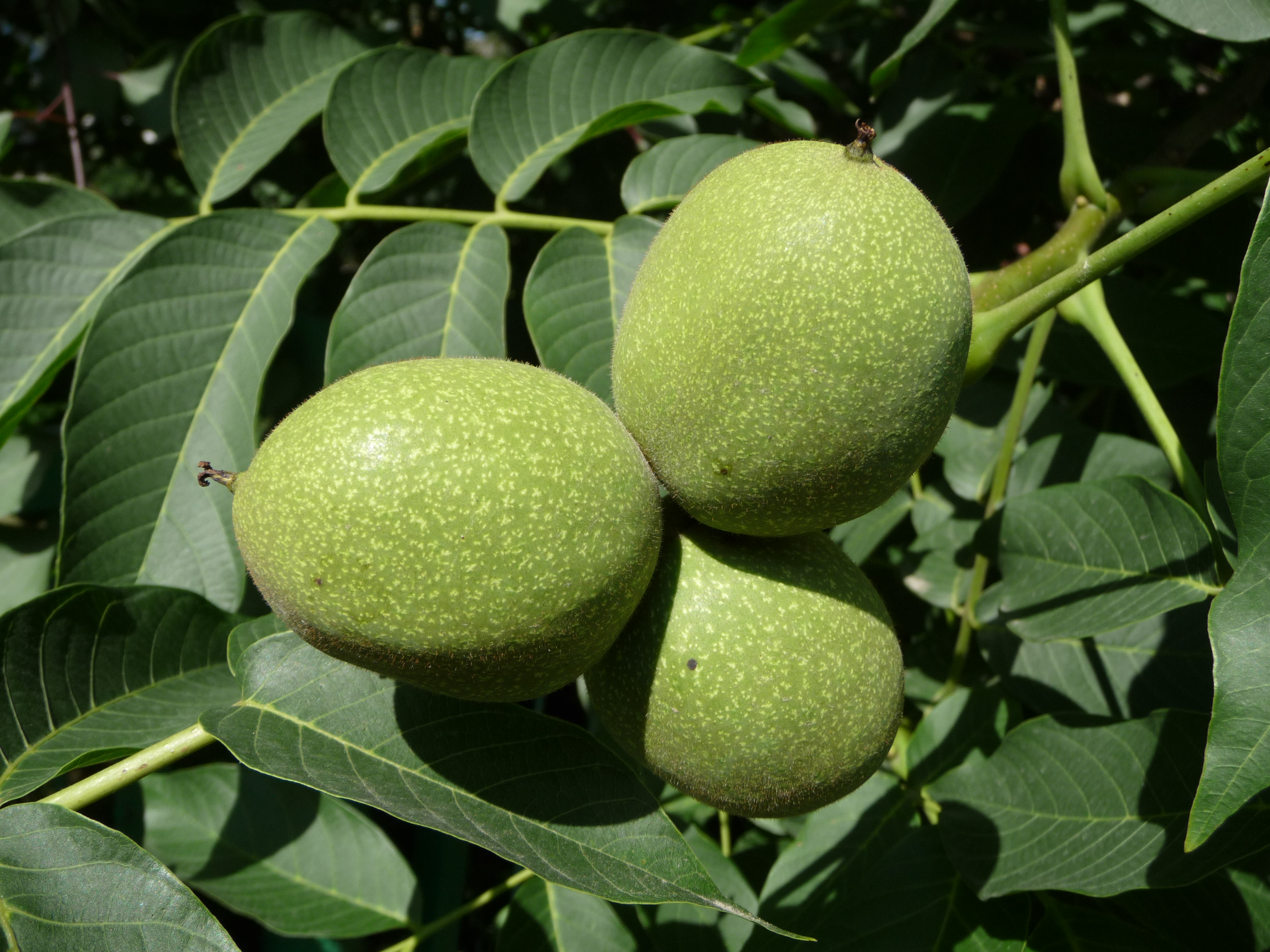
普通胡桃其成長中的胡桃果实

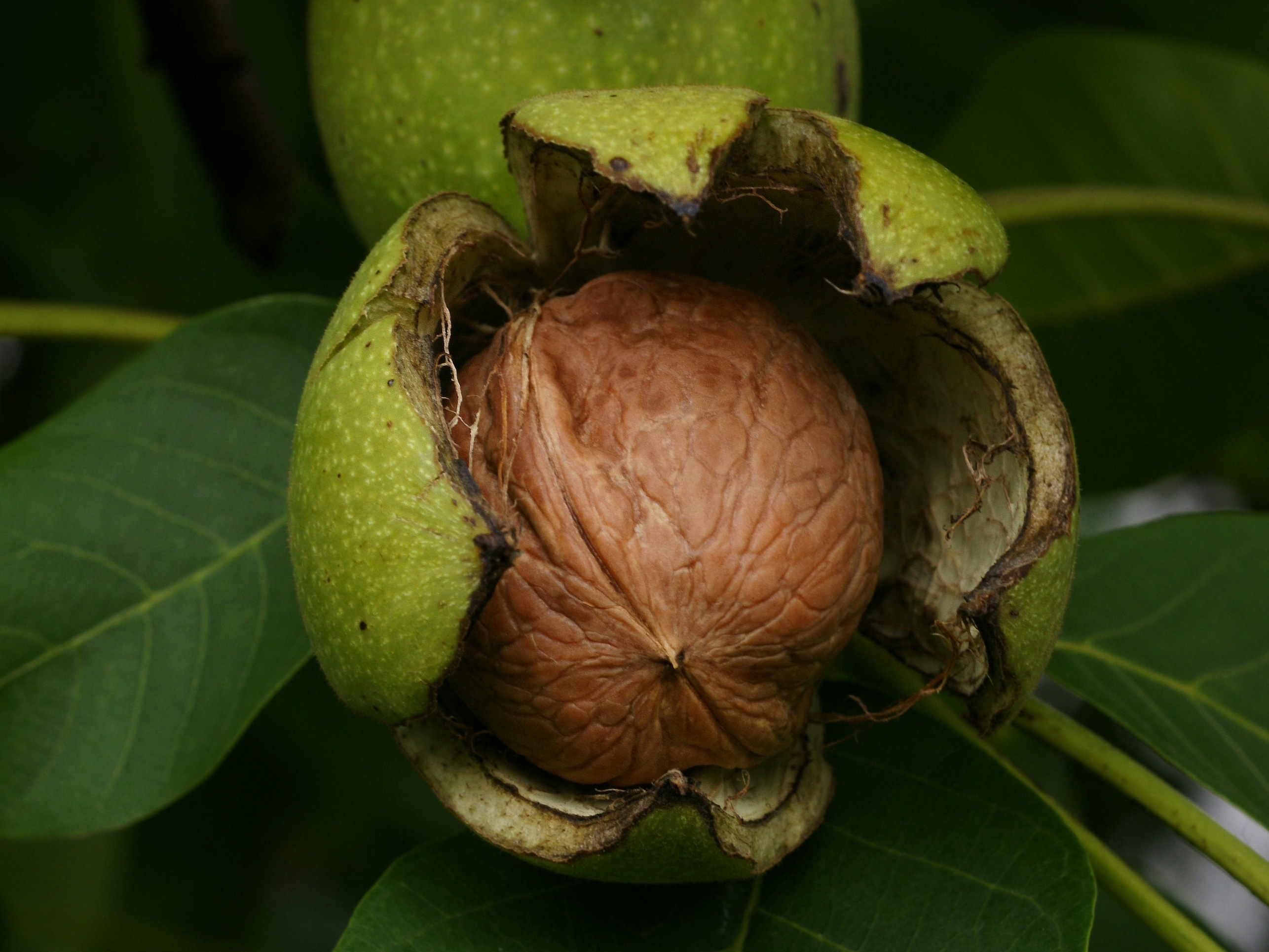
普通胡桃其“青皮”乾裂后，露出其内果核（此硬壳内含核桃仁）

核桃仁（英語：walnut kernel，walnut）又称胡桃仁、胡桃肉，是胡桃屬植物核果内的果核打破后，其中的果仁（種子）；在植物形态解剖学中，此坚硬果核不屬於坚果的一种。口语上，常将核桃的果核或种子都俗称为“核桃”，且将其果核或种子都含糊地俗称为“坚果”。
核桃仁可食用，最常見的是普通胡桃的坚果种子，而黑核桃及壮核桃（白胡桃）的核桃仁較少看到，核桃仁有豐富的蛋白質以及必需脂肪酸，含有的豐富的亞油酸甘油脂。

## 制备
核桃仁的取得过程是在核桃果实采收后，须先去除核桃青皮，再洗涤、漂白、干燥、贮藏，最后“破壳（核壳）取仁”，其工序种类繁多。

## 產量
| 國家   | 產量 （百萬公噸) |
| ------ | ---------------- |
| 中国   | 1.60             |
| 美国   | 0.52             |
| 伊朗   | 0.45             |
| 土耳其 | 0.18             |
| 墨西哥 | 0.13             |
| 全世界 | 3.46             |

2014年全世界核桃果核（含殼）的總產量3.46百萬公噸，中華人民共和國占其中的46%，其他的主要生產國有美國、伊朗、土耳其及墨西哥。
2014年全世界單位面積的平均核桃仁產量是每公顷3.5公噸。東歐的單位面積產量最多，斯洛文尼亚及羅馬尼亞每公顷可生產19公噸。
2014年最大的核桃仁出口國是美國，其次是土耳其。美國的核桃仁有99%是在加州中央谷地種植。

## 儲存

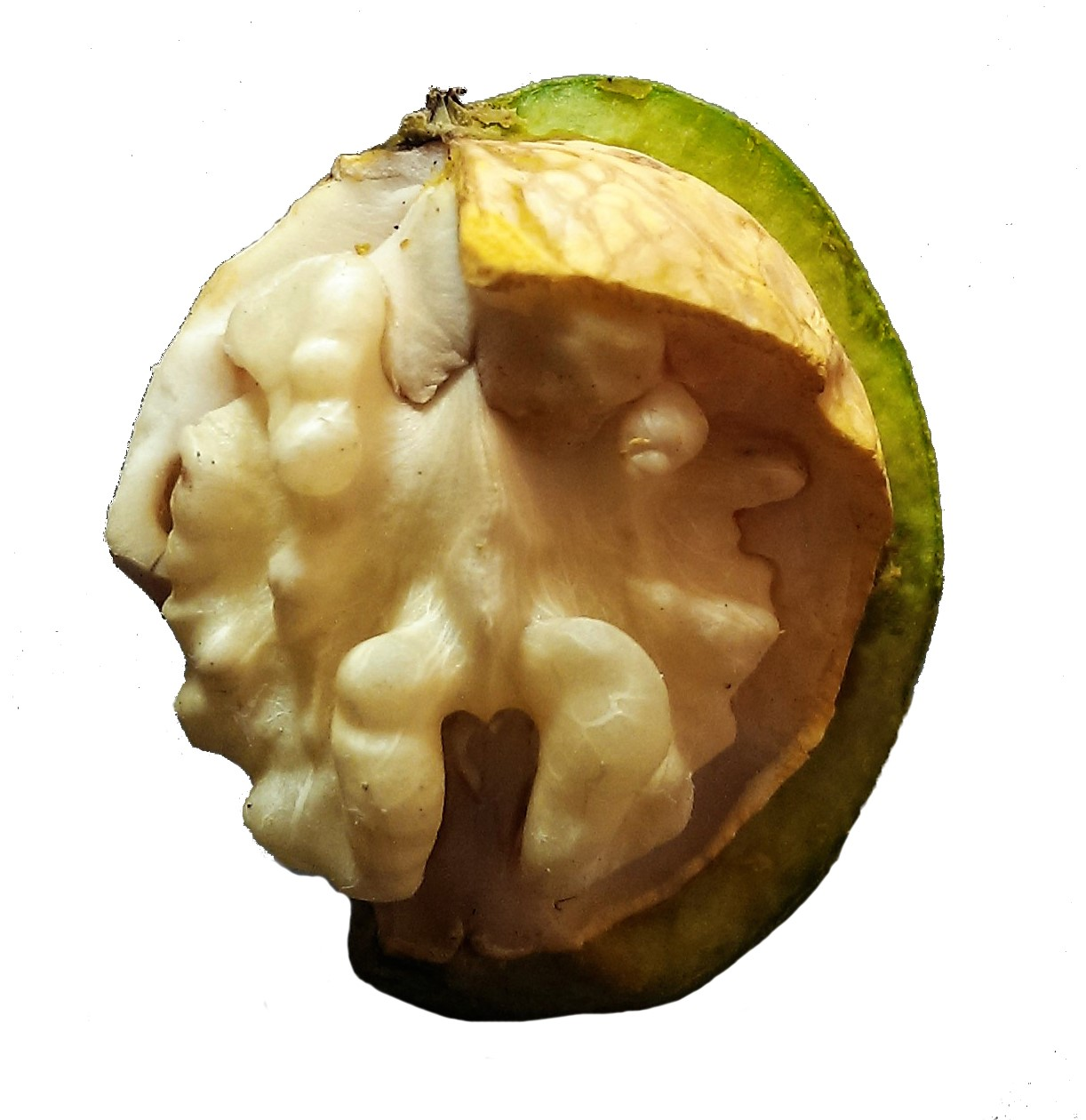
成長中核桃的內部

核桃仁和其他的堅果一樣，都需要謹慎的處理及存放，若存放的不好，會讓核桃仁容易長蟲，也可能會有黴菌，而黴菌會產生致癌物質黃麴毒素。因此若核桃仁發霉，同一批次運送的核桃仁都需要丟掉，
若要長時間的存放核桃仁，針對工業及家用儲存，理想溫度是−3至0 °C（27至32 °F）以及低濕度。不過在有些大量生產核桃仁的開發中國家，冷凍技術並不普及，若儲存溫度高於30 °C（86 °F），濕度超過70%，會造成大量的核桃仁受損無法食用。若濕度超過75%，就可能會出現黴菌，釋出黃麴毒素。

## 食物

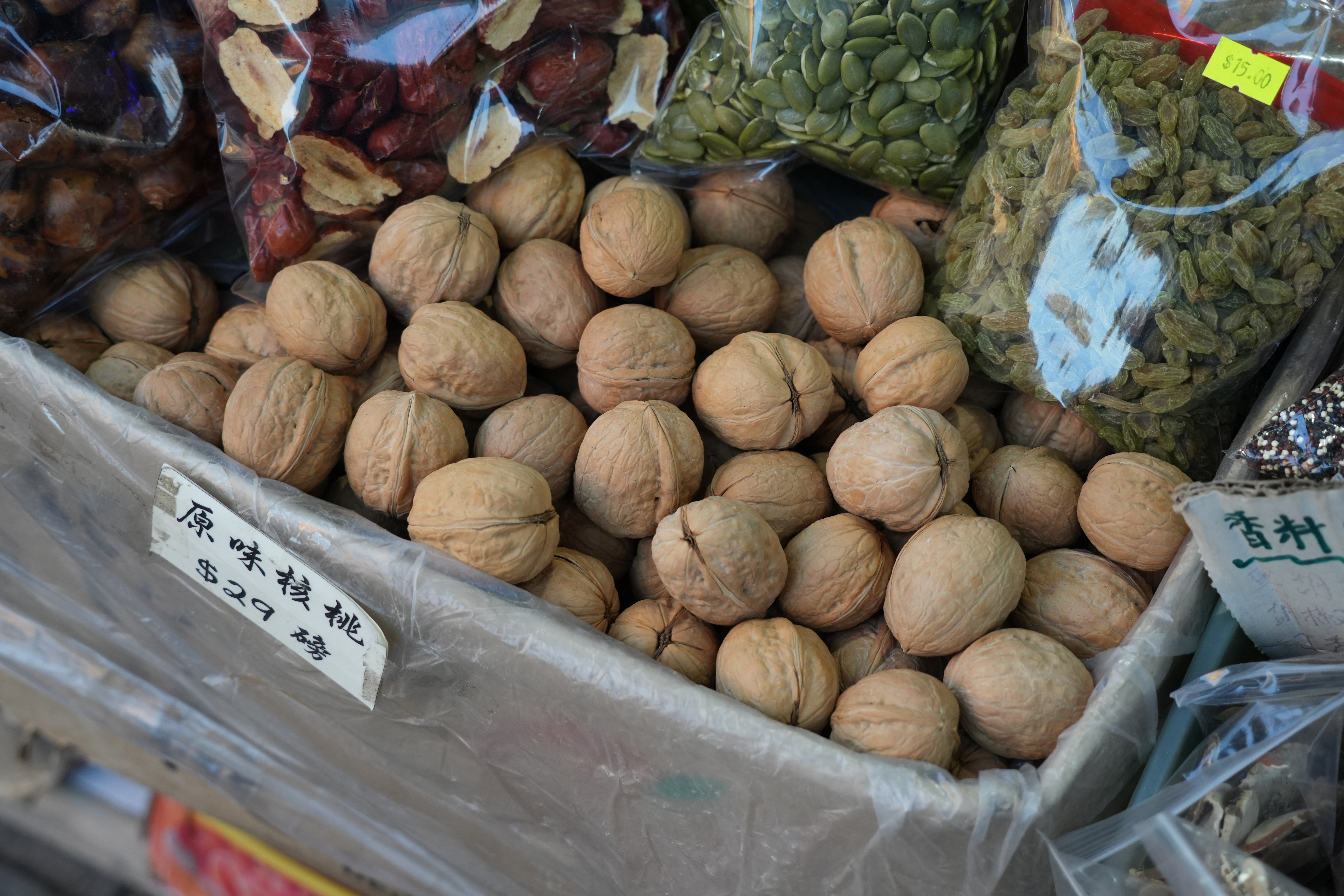

核桃仁在販售時有分為有帶殼的以及沒殼的，核桃仁肉大小可能會是完整果肉的一半，或是因為運用過程碰撞，而變成較小塊的核桃仁，核桃仁可能製成糖果，或是其他食物中的一個成份。由整個核桃果腌制的腌制核桃仁可能是甜的或是鹹的，依照其腌制方式而定。在市面上有販售未處理過的核桃仁，也有已烘烤過的核桃仁。核桃仁可以是木斯里的許多堅果中的一項，也可以加入其他菜餚中。例如合桃糊及核桃派都是以核桃仁為主要食材。像蛋糕上也常會加入核桃仁。
核桃仁也是伊朗饮食中Fesenjan的主要原料之一。核桃仁也常出現在布朗尼蛋糕的食譜中，也是冰淇淋配料中的一種中，核桃仁碎粒也常用在一些料理的擺盤上。Nocino是由未成熟的绿色核桃仁浸泡在酒精中加入糖浆製成的力娇酒。
市面上可以買到核桃油，常用在沙律的醬料中。因其冒煙點低，無法用來油煎。

## 文玩核桃
在中國古代，人們會加工核桃果核使之成為藝術收藏品。此時的核桃果核稱為文玩核桃，與食用的核桃仁有所不同。

## 延伸阅读
[在维基数据编辑]
 《欽定古今圖書集成·博物彙編·草木典·核桃部》，出自陈梦雷《古今圖書集成》